# ПАВЕЦ „Орфей“
Вижте пояснителната страница за други значения на Орфей.
ПАВЕЦ „Орфей“ е помпено-акумулираща водноелектрическа централа в южна България, разположена в землището на град Кричим. Тя е 4-то стъпало на Каскадата „Доспат-Въча“, собственост на Националната електрическа компания.
Централата е надземна подязовирна и е вградена в язовирната стена на язовир „Въча“, като е пусната в експлоатация заедно с него през 1975 година. Оборудвана е с 4 агрегата с френсисови турбини и мощност по 40 MW – три от тях са произведени в Русия, а четвъртият, който е обратим – в Чехия. Средният пад е 112 m, а максималното преработвано водно количество – 168 m³/s. Средното годишно производство на електроенергия за 1975 – 2009 година е 160,4 GWh.
Преработените от централата води постъпват в коритото на река Въча, което в участък с дължина 840 m е коригирано с обратен наклон, така че помпеният ѝ агрегат да може да използва води, върнати от разположения под нея язовир „Кричим“.